# Maria Elizabeth Simbrão de Carvalho
Maria Elizabeth Augusto Simbrão de Carvalho es una diplomática angoleña. Fue embajadora de Angola en Bélgica, Luxemburgo y la Unión Europea de 2009 a 2018. Fue reemplazada por Georges Rebelo Pinto Chikoti.
Simbrão estudió en la Universidad Agostinho Neto de Angola, donde obtuvo una licenciatura en derecho. Se incorporó al Ministerio de Relaciones Exteriores en 1976, donde asumió varias asignaciones importantes, en particular como secretaria de Relaciones Exteriores del Presidente de 1986 a 1990. Después de un período como consejera en la Embajada de Angola en Bonn, trabajó como directora general de asuntos legales, consulares y litigios en el Ministerio de Relaciones Exteriores de 1994 a 1999. Luego fue nombrada cónsul general en Lisboa, donde trabajó hasta 2007.
Fue nombrada embajadora de Angola en Bélgica, Luxemburgo y la Unión Europea en abril de 2009. En enero de 2013, en el Día Nacional de la Cultura de Angola, hizo hincapié en la necesidad de invertir en cursos de arte, la preservación del patrimonio construido y la investigación cultural en Angola.
Después de nueve años de servicio, Elizabeth Simbrão fue relevada de sus funciones como embajadora de Bélgica por el presidente João Lourenço en febrero de 2018. Fue reemplazada por Georges Rebelo Pinto Chikoti, quien se desempeñó hasta marzo de 2020.